# توماس امیلویا
توماس امیلویا (اسپانیایی: Thomas Amilivia‎؛ زادهٔ ۱۳ ژوئیهٔ ۱۹۹۸) بازیکن فوتبال اهل آرژانتین است.

## باشگاهی
از باشگاه‌هایی که در آن بازی کرده‌است می‌توان به باشگاه فوتبال آرژانتینوس جونیورز اشاره کرد.